# Open Air de Saint-Gall
L'Open Air de Saint-Gall (Open Air St. Gallen en allemand, stylisé OpenAir St.Gallen), est un festival de musique et l'un des plus anciens et plus grands de Suisse organisés en plein air. Il a lieu chaque année depuis 1977, le dernier week-end de juin ou le premier week-end de juillet. 
Il est d'abord fondé sous le nom d'Open Air Festival Abtwil. Ce n'est qu'en 1981 qu'il s'est installé à son emplacement actuel, dans le ravin creusé par la Sitter autour de Saint-Gall.

## Histoire

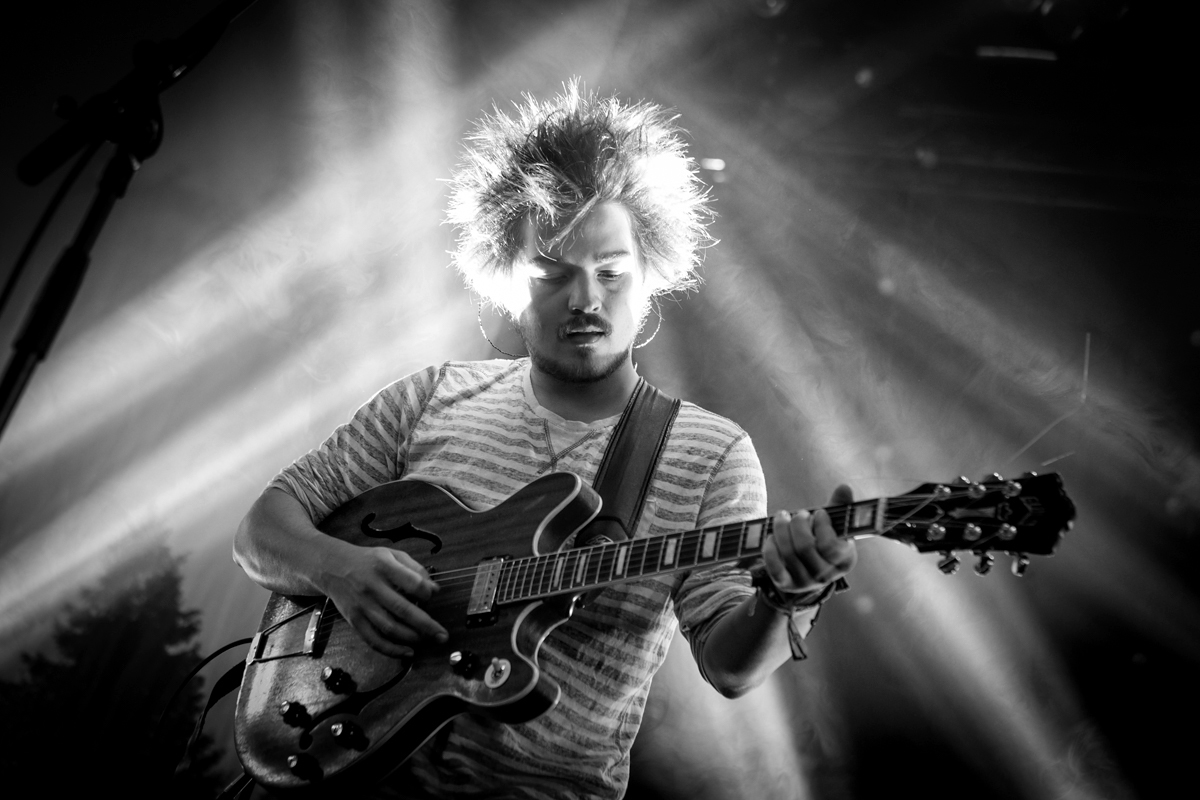
Milky Chance.

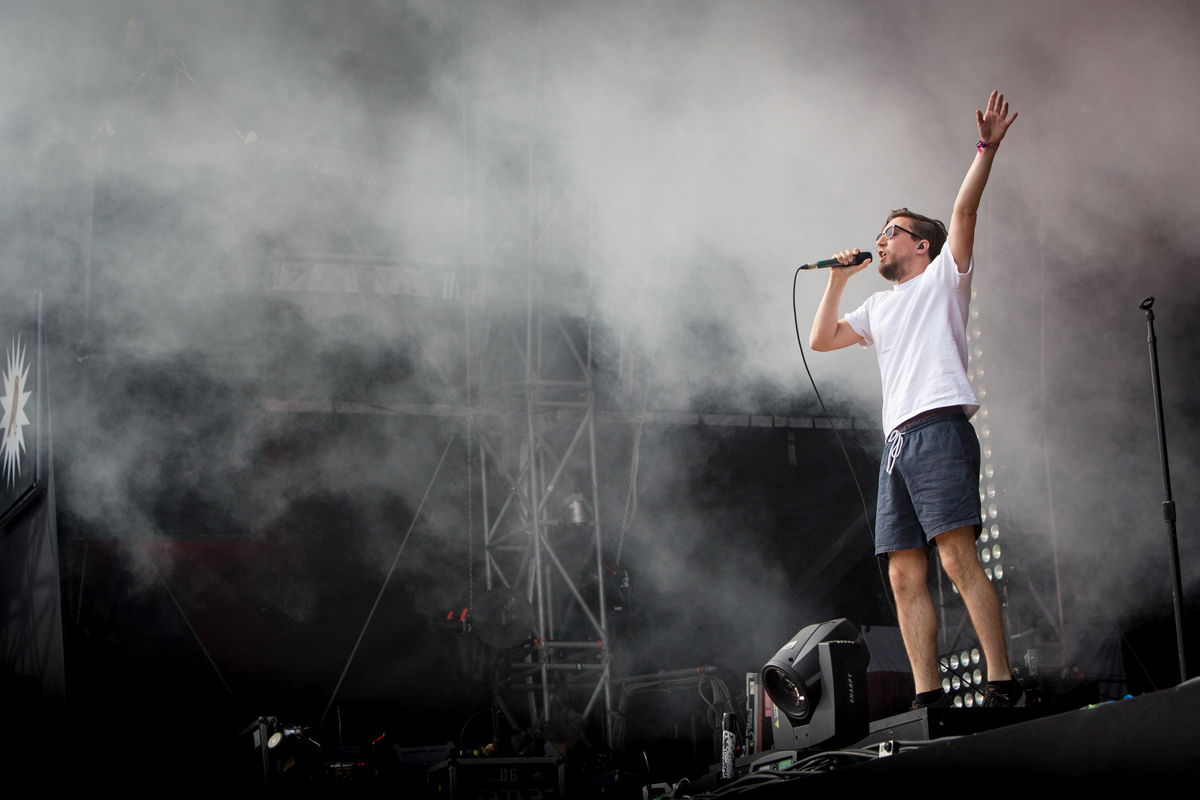
Prinz Pi.

Le fondateur de l'Open Air de Saint-Gall, Freddy Geiger (alias Gagi) (1955-2024), et ses compagnons d'armes organisent le premier festival en 1977 sur un terrain de l'Ätschberg à Abtwil. 2 048 visiteurs se rendent au festival qui accueille 13 groupes suisses. En raison du mauvais temps, la scène s'enfonce dans le sol mouillé ; le festival est donc interrompu le dimanche matin. Le samedi soir, une panne technique survient avant 21 h. En 1978, l'Open Air est annoncé sur un nouveau site, à Rüthi, près d'Abtwil, mais est annulé en raison de la pluie. En 1980, l'Open Air a lieu pour la dernière fois à Abtwil avec 8 200 spectateurs. Pour la première fois, une star internationale de premier plan se produit : Joan Baez. En 1981, le festival se déplace au Sittertobel, où il est organisé depuis. En 1982, environ 14 000 visiteurs assistent au festival.
En 1991, une exposition photographique est organisée pour la première fois en amont du festival et un prix d'encouragement est décerné. En 1993, outre les concerts, le festival comprend un programme d'animation pour enfants, un village de restauration qui sert du vin et de la bière, ainsi que des stands commerciaux. Le vendredi soir, un film est projeté. En 1994, une scène secondaire est ajoutée sur laquelle 17 groupes de la région jouent devant le public. En 1995, des comédiens se produisent pour la première fois sur cette scène secondaire.
Entre 1995 et 2000, le festival connait des problèmes de finances et est menacé de faillite en 1999 en raison de retards de paiement sur les impôts qui se montent à plusieurs centaines de milliers de francs. La ville de Saint-Gall reporte toutefois les impôts et les fournisseurs renoncent à une partie des créances impayées. Depuis 2007, le festival est organisé par la société OpenAir St.Gallen AG, qui, avec SummerDays Festival AG et OpenAir Office GmbH, fait partie de la holding e-maxx. En 2015, la société e-maxx Holding AG, qui existe depuis 2002, est rebaptisée wepromote Entertainment Group Switzerland AG. Sous cette marque ombrelle, cinq entreprises du secteur musical suisse se regroupent dans une structure de holding avec des participations communes. En 2022, derrière l'OpenAir St. Gallen AG se cache le Gadget abc Entertainment Group AG, qui appartient à son tour majoritairement à CTS Eventim depuis 2020,.
Lors de l'édition 2007, un jeudi soir, 6 000 visiteurs entrent sur le site. En 2008, le festival accueille 30 000 visiteurs. En 2008, l'Open Air de Saint-Gall est élu cinquième open air le plus populaire d'Europe par la plateforme de festivals britannique virtualfestivals.com. En 2012, avec 110 000 entrées, l'Open Air de Saint-Gall était le deuxième plus grand festival en plein air de Suisse alémanique derrière l'Openair Frauenfeld (145 000) et devant l'Open Air Gampel (85 000). De nombreux grands noms internationaux ont joué à l'Open Air, notamment Joe Cocker (1986), Santana (1990), Sex Pistols (1996), INXS (1997), The Chemical Brothers (2002), R.E.M. (2005), Radiohead (2016) et Depeche Mode (2018),. Le concert de Stevie Ray Vaughan en 1990 est l'un de ses derniers spectacles avant qu'il ne décède peu de temps après dans un accident d'hélicoptère. La prestation de Metallica en 1999 est la plus chère à ce jour.
L'édition 2015 offre à quatre groupes régionaux la possibilité de se produire sur la nouvelle scène Musig uf de Gass und Startrampe. Le concept remonte à une série de concerts en amont du festival, qui a débuté en 1986 dans le centre-ville de Saint-Gall.
En 2020 et 2021, le festival n'a pas lieu en raison de la pandémie de Covid-19,. Pendant cette période, le festival reçoit un soutien financier de 1,2 million de francs de la part du canton de Saint-Gall.
En 2022 et 2023, la barre des 110 000 visiteurs est atteinte,. 